# Nadzeja Pisarava
Nadzeja Michajlŭna Pisarava (in bielorusso Надзея Міхайлаўна Пісарава?, in russo Надежда Михайловна Писарева?, Nadežda Michajlovna Pisareva; Kingisepp, 5 luglio 1988) è un'ex biatleta russa naturalizzata bielorussa.
È indicata anche con la variante russa del suo nome, Надежда Михайловна Писарева (Nadežda Michajlovna Pisareva).

## Biografia
Dopo aver militato a livello giovanile nella nazionale russa, dal 2010 Nadzeja Pisarava ha fatto parte di quella bielorussa; attiva in campo internazionale dalla stagione 2010-2011, in Coppa del Mondo ha esordito il 1º dicembre 2010 a Östersund in individuale (42ª) e ha ottenuto il primo podio il 6 gennaio 2011 a Oberhof in staffetta (3ª). Ha debuttato ai Campionati mondiali a Chanty-Mansijsk 2011, dove ha vinto la medaglia di bronzo nella staffetta e si è classificata 64ª nella sprint, e ai Giochi olimpici invernali a Soči 2014, dove si è piazzata 34ª nell'individuale e 4ª nella staffetta.
Ha conquistato l'ultimo podio in Coppa del Mondo il 14 gennaio 2015 a Ruhpolding in staffetta (2ª); ai successivi Mondiali di Kontiolahti 2015 è stata 18ª nell'individuale, 49ª nella sprint, 49ª nell'inseguimento e 6ª nella staffetta e a quelli di Hochfilzen 2017, sua ultima presenza iridata, si è classificata 61ª nella sprint e 9ª nella staffetta. Ai XXIII Giochi olimpici invernali di Pyeongchang 2018, suo congedo olimpico, si è piazzata 52ª nella sprint e 44ª nell'inseguimento; si è ritirata al termine di quella stessa stagione 2017-2018 e la sua ultima gara in carriera è stata la sprint di Coppa del Mondo disputata il 23 marzo a Tjumen', chiusa dalla Pisarava al 65º posto.

## Palmarès

### Mondiali
- 1 medaglia:
  - 1 bronzo (staffetta[1] a Chanty-Mansijsk 2011)

### Coppa del Mondo
- Miglior piazzamento in classifica generale: 40ª nel 2015
- 4 podi (tutti a squadre), oltre a quello ottenuto in sede iridata e valido anche ai fini della Coppa del Mondo:
  - 2 secondi posti
  - 2 terzi posti